# Isla Tiburón
La isla Tiburón o isla del Tiburón (Tahejöc /taˡʔɛxʷk/ en la lengua seri) es una isla mexicana, la más grande del golfo de California y tiene una extensión de 1208 km². Administrativamente, pertenece al estado de Sonora, específicamente al municipio de Hermosillo, y se ubica aproximadamente a la misma latitud que la ciudad de Hermosillo.
Está separada del continente por un estrecho canal de sólo tres kilómetros de ancho llamado estrecho del Infiernillo.
La isla está deshabitada, a excepción de una instalación militar ubicada en la zona oriental de la isla. Está administrada como una reserva ecológica por el gobierno de los seris, en conjunto con el gobierno Federal. En siglos anteriores, la isla fue habitada por tres grupos ("bandas") de los seris: los Tahejöc comcaac, los heeno comcaac y los xiica Hast ano coii (en una parte).Esta isla es para los seris un sitio sagrado, ya que consideran la isla como la cuna de su pueblo.
La comunidad más cercana es Punta Chueca (Socáaix en la lengua seri), desde donde se puede llegar a la isla. Esta comunidad está habitada principalmente por pescadores y gente del pueblo seri.

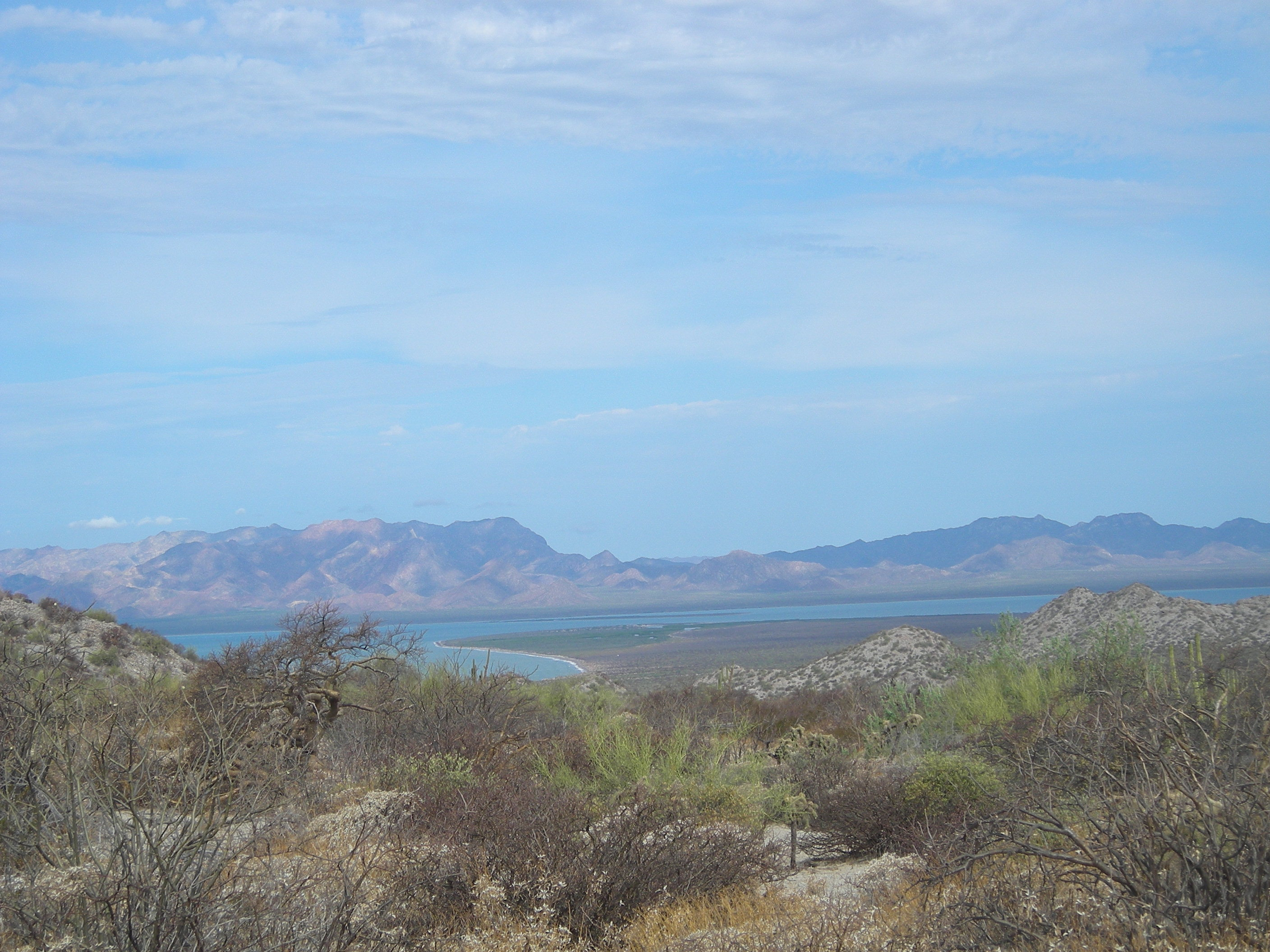
Vista hacia la isla Tiburón y Punta Santa Rosa (It Iyat); el cerro grande Hast Cacöla se ve en el fondo

La fauna local está constituida por venados bura, borregos cimarrones, zorros y coyotes. El punto más alto de la isla es el Cerro San Miguel, a 1450 metros sobre el nivel del mar. La isla se considera propiedad de los seris, siendo la tierra tradicional de algunos clanes o grupos de este pueblo probablemente desde hace varios siglos. En 1963 fue convertida en reserva natural y refugio de la fauna.

## Galería de imágenes

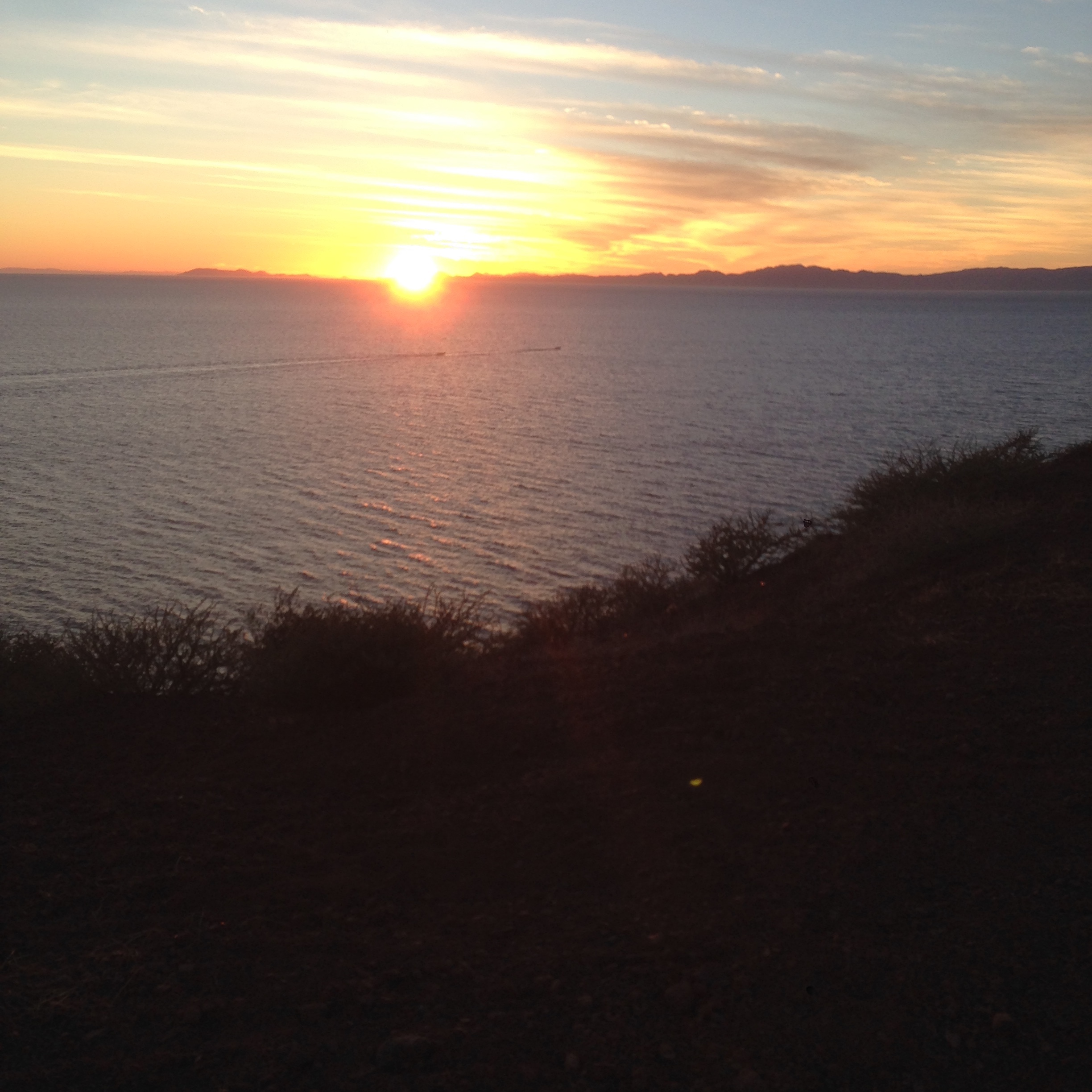
Atardecer en isla Tiburón visto desde la costa
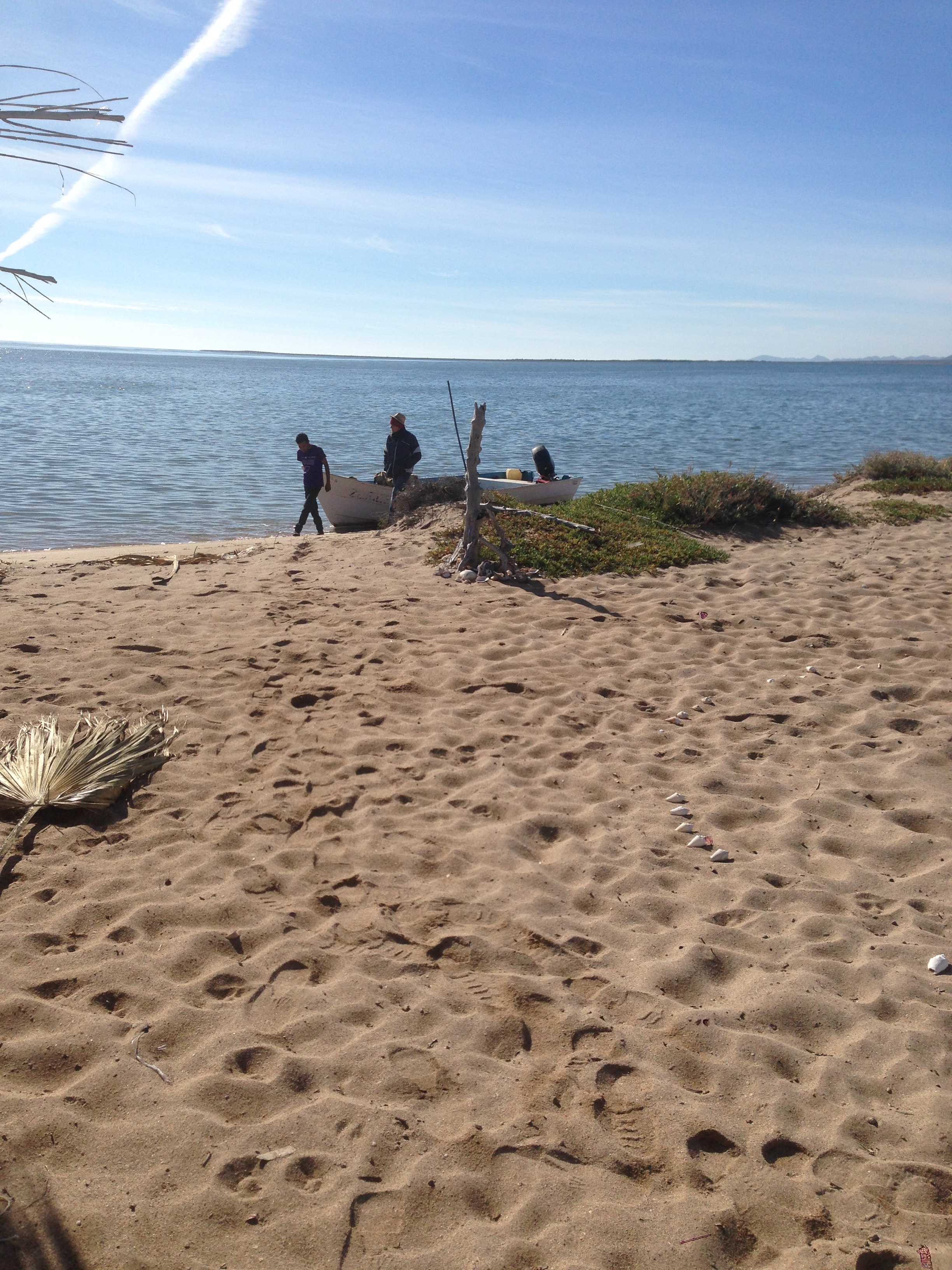
Los seris llevan a los visitantes a isla Tiburón
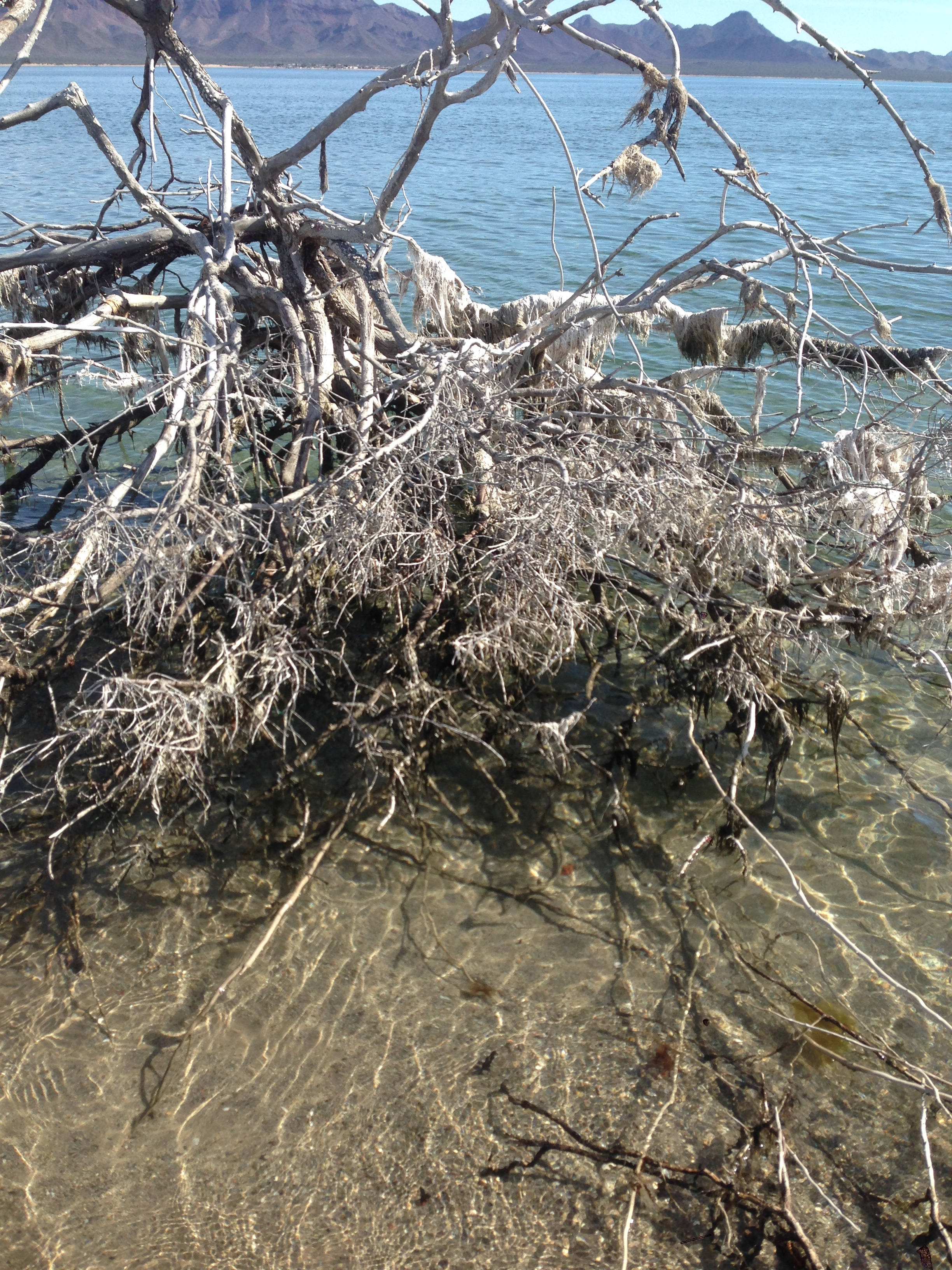
Los restos de redes de pescar matan a los mangles de isla Tiburón
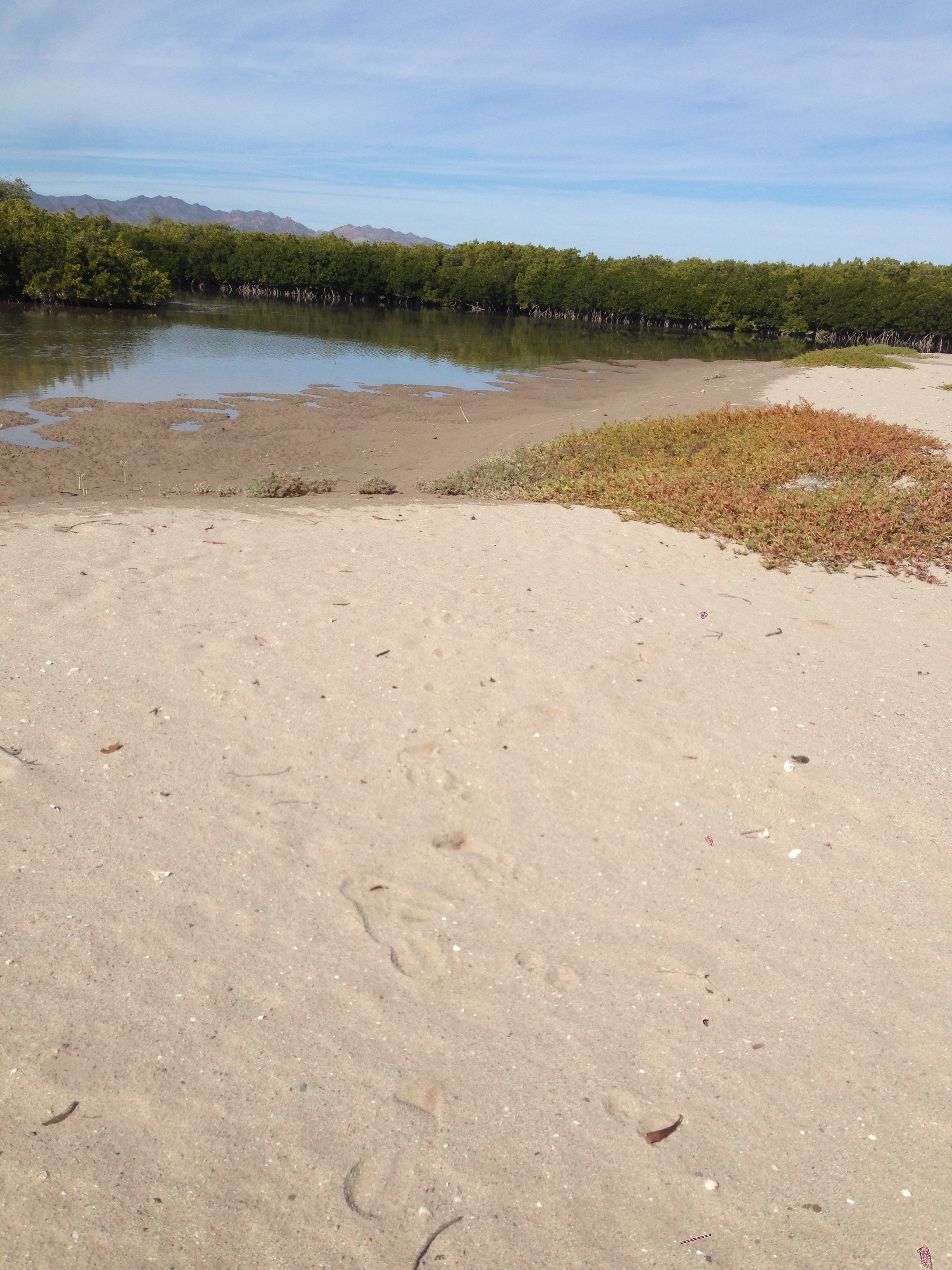
Manglares en isla Tiburón
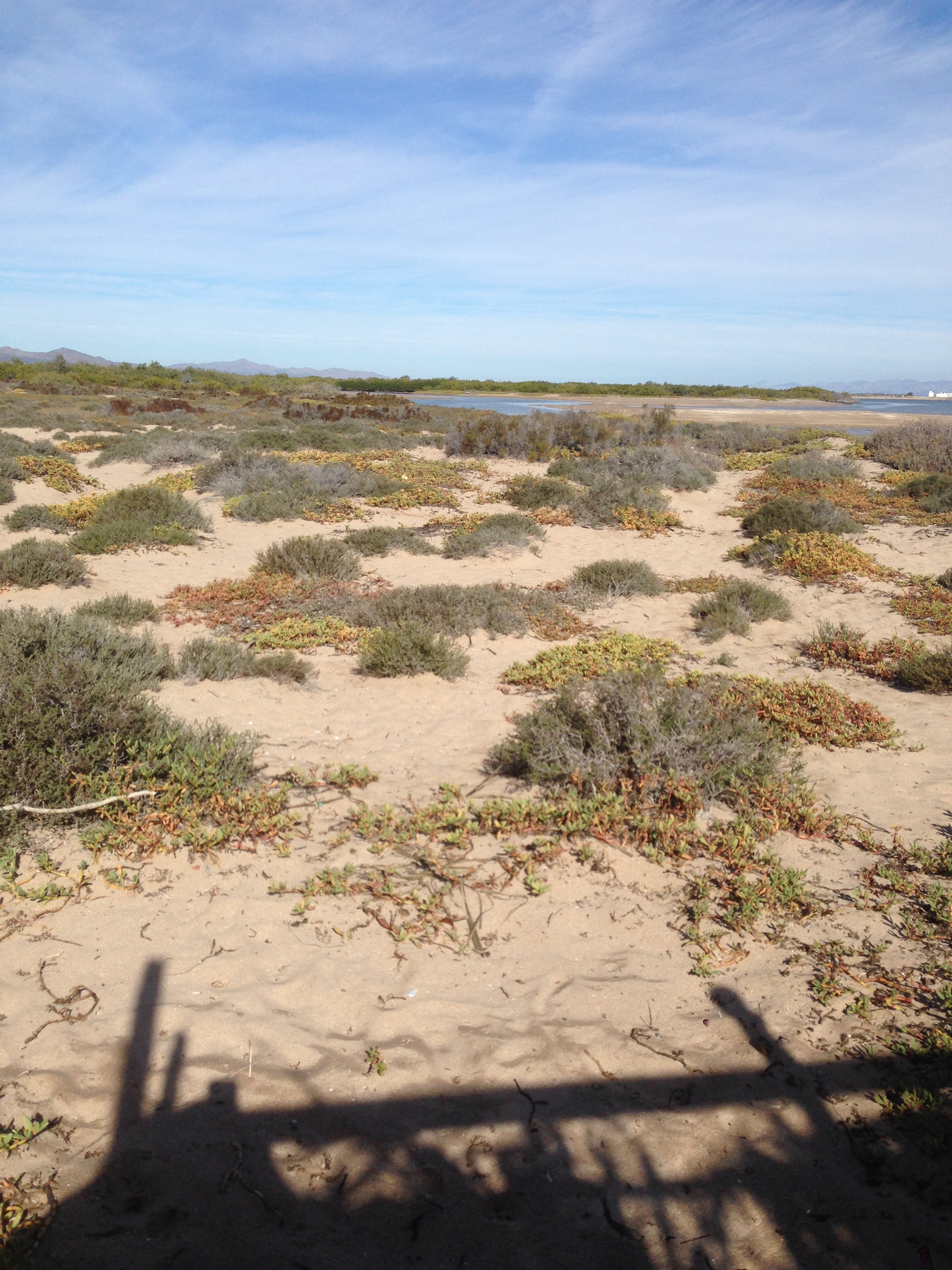
Isla Tiburón tiene un paisaje árido
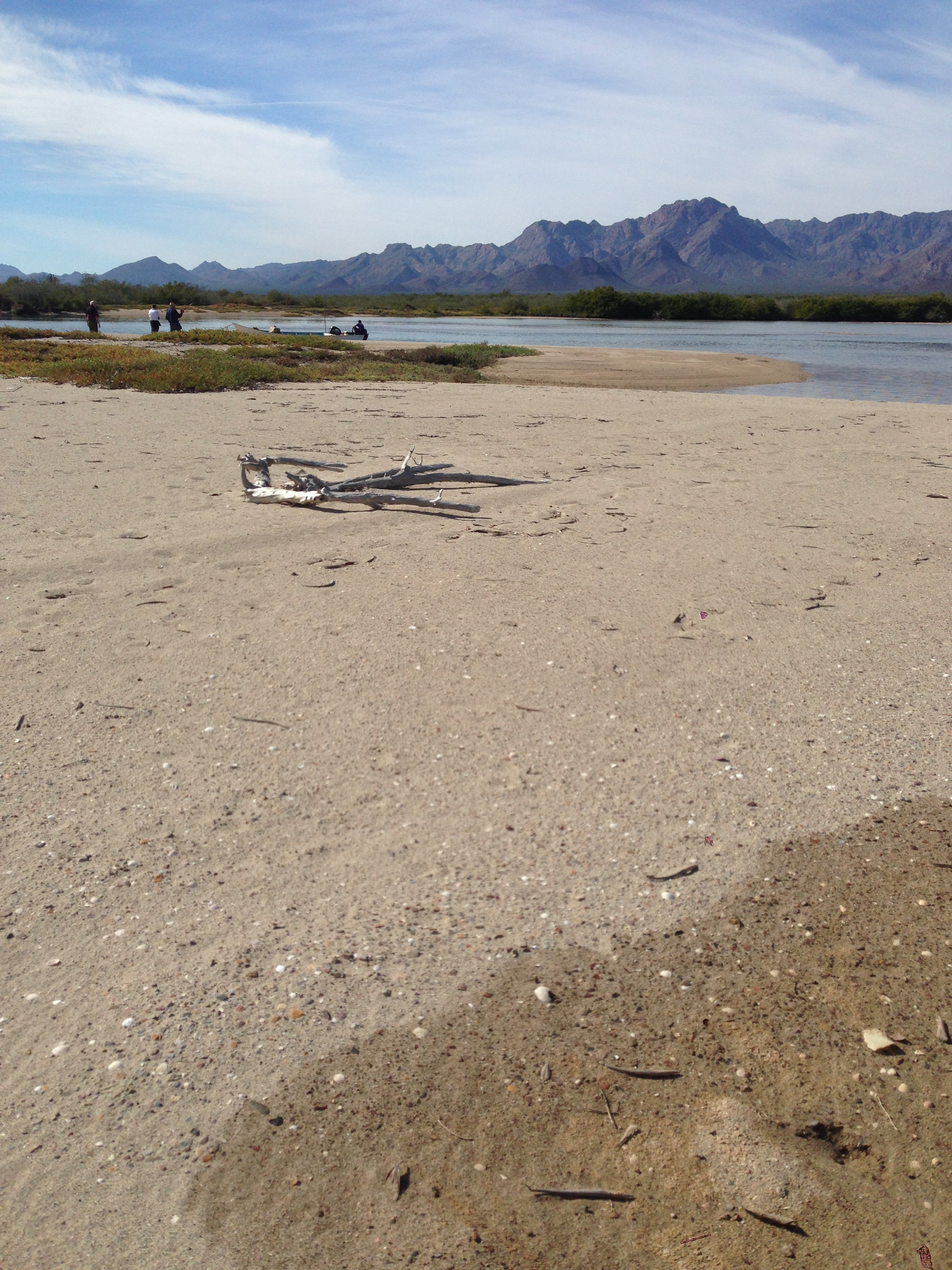
Una cordillera recorre isla Tiburón a lo largo